# Jared Bush
Jared Bush   (Gaithersburg, 12 de juny de 1974) és guionista, productor i director estatunidenc. És més conegut per co-dirigir i co-escriure les pel·lícules de Walt Disney Animation Studios Zootròpolis (2016), Vaiana (2016) i dirigir Encanto. També ha co-creat i ha sigut el productor executiu de la sèrie animada de Disney XD Penn Zero: Part-Time Hero.

## Carrera
Jared Bush va co-escriure el guió de la pel·lícula Zootròpolis, de Walt Disney Animation Studios, i també la va dirigir juntament amb Byron Howard i Rich Moore. Bush va unir-se a la pel·lícula molt al principi de la producció, quan la pel·lícula encara era una pel·lícula d'espies i estava emocionat per treballar en una pel·lícula d'aquest gènere ja que el seu pare i avi havien treballat per l'Agència Central d'Intel·ligència (CIA).
Bush també va escriure el guió de Vaiana, també de Walt Disney Animation Studios' Moana.
Bush va co-crear la sèrie de televisió d'animació Penn Zero: Part-Time Hero i també en va ser el productor executiu.
El 2021, Bush, juntament amb Byron Howard i Charise Castro Smith, com a co-directora, va dirigir Encanto, una pel·lícula sobre una família colombiana amb poders. Bush també va escriure el guió juntament amb Castro Smith.

## Filmografia

### Pel·lícules
| Any  | Títol                       | Acreditat com | Acreditat com | Acreditat com      | Acreditat com | Acreditat com        | Acreditat com            |
| Any  | Títol                       | Director      | Guionista     | Productor executiu | Altres        | Paper de veu         | Notes                    |
| ---- | --------------------------- | ------------- | ------------- | ------------------ | ------------- | -------------------- | ------------------------ |
| 2000 | What Lies Beneath           | No            | No            | No                 | Si            |                      | Assistent: Mr. Rapke     |
| 2014 | Big Hero 6                  | No            | No            | No                 | Si            |                      | Líder creatiu            |
| 2016 | Zootròpolis                 | Co-director   | Si            | No                 | Si            | Pronk Oryx-Antlerson | Líder creatiu            |
| 2016 | Vaiana                      | No            | Guió          | No                 | Si            |                      | Líder creatiu            |
| 2018 | En Ralph destrueix internet | No            | No            | No                 | Si            |                      | Líder creatiu            |
| 2019 | Frozen II                   | No            | No            | No                 | Si            |                      | Líder creatiu            |
| 2021 | Raya and the Last Dragon    | No            | No            | Si                 | Si            |                      | Líder creatiu i d'estudi |
| 2021 | Encanto                     | Si            | Si            | No                 | Si            |                      | Líder creatiu i d'estudi |

### Televisió
| Any     | Títol                       | Acreditat com | Acreditat com | Acreditat com | Acreditat com | Acreditat com |
| Any     | Títol                       | Creador       | Productor     | Guionista     | Story editor  | Compositor    |
| ------- | --------------------------- | ------------- | ------------- | ------------- | ------------- | ------------- |
| 2000    | DAG                         | No            | No            | Assistent     | No            | No            |
| 2002    | Baby Bob                    | No            | Co-productor  | Personal      | No            | No            |
| 2003    | Totally Outrageous Behavior | No            | No            | Si            | No            | No            |
| 2003    | Dumber and Dumber           | No            | No            | Si            | No            | No            |
| 2003–04 | Who Wants to Marry My Dad?  | No            | No            | Si            | No            | No            |
| 2003–07 | All of Us                   | No            | Co-productor  | Si            | Executiu      | No            |
| 2014–17 | Penn Zero: Part-Time Hero   | Si            | Executiu      | Si            | No            | Si            |

## Premis i nominacions
| Any  | Premis       | Categoria                                | Feina       | Resultat  | Ref.   |
| ---- | ------------ | ---------------------------------------- | ----------- | --------- | ------ |
| 2022 | Premis Oscar | Millor pel·lícula animada                | Encanto     | Pendent   | [ 14 ] |
| 2022 | Premis BAFTA | Millor pel·lícula d'animació             | Encanto     | Guanyador | [ 15 ] |
| 2022 | Premis Annie | Millor direcció d'una pel·lícula animada | Encanto     | Nominat   | [ 16 ] |
| 2017 | Premis Annie | Millor guió d'una producció animada      | Zootròpolis | Guanyador | [ 17 ] |